# La Cortina, Michoacán de Ocampo
La Cortina är en ort i Mexiko.   Den ligger i kommunen Zitácuaro och delstaten Michoacán de Ocampo, i den södra delen av landet, 140 km väster om huvudstaden Mexico City. La Cortina ligger 1 701 meter över havet och antalet invånare är 263.
Terrängen runt La Cortina är lite bergig. Runt La Cortina är det tätbefolkat, med 319 invånare per kvadratkilometer. Närmaste större samhälle är Heróica Zitácuaro, 8,7 km nordost om La Cortina. I omgivningarna runt La Cortina växer huvudsakligen savannskog.